# Gmina Franklin (hrabstwo Cass)

Położenie Gminy Franklin w hrabstwie Cass

Gmina Franklin (ang. Franklin Township) – gmina w USA, w stanie Iowa, w hrabstwie Cass. Według danych z 2000 roku gmina miała 397 mieszkańców.